# Station elva
Station elva är en science fiction-roman av den kanadensiska författaren Emily St. John Mandel. Den utspelar sig i området kring de Stora sjöarna i nordamerika efter att en svininfluensa-pandemi har ödelagt världen och dödat större delen av världens befolkning. Boken publicerades 2014 och erhöll Arthur C. Clarke-priset år 2015.
En TV-serie i tio delar, baserad på boken, hade premiär på HBO Max i december 2021.